# Tung Ping Chau
Tung Ping Chau (東平洲) je malý zalesněný ostrov v severovýchodním Hongkongu. Ostrov je též známý jako Ping Chau (平洲). K názvu se občas přidává přídomek Tung (東, což znamená východní), aby se předešlo možné záměně s ostrovem Peng Chau, dalším ostrovem v Hongkongu s totožně vyslovovaným názvem v kantonštině. Administrativně je ostrov součástí okresu Tai Po v Nových teritoriích.

## Geografie
Ping Chau je ostrov ležící v severovýchodním cípu Hongkongu v zátoce Mirs, poblíž hranic s provincií Kuang-tung v pevninské Číně. Ostrov má rozlohu 1,16 km² a je tvořen břidlicovými horninami. Ostrov je nejvýchodnějším bodem hongkongského území. Má tvar fazole s konkávní (vnitřně prohlou) stranou obrácenou severovýchodním směrem. Název ostrova – Ping Chau, znamená v čínštině plochý ostrov. Nejvyšší body ostrova jsou 48 metrů na jižní straně a 37 metrů na severní. Východní a severovýchodní pobřeží ostrova je písčité s několika plážemi, zatímco západní pobřeží ostrova je skalnaté, což je důsledek většího působení vln.

## Historie
Ping Chau má za sebou pohnutou historii. Během Kulturní revoluce se na ostrov plavilo mnoho lidí z pevninské Číny v naději, že získají svobodu v Hongkongu.
Na dnes téměř opuštěném ostrově kdysi žila prosperující rybářská a zemědělská komunita čítající 3 000 lidí s více než 100 rybářskými džunkami. K historicky pěti nejstarším vesnicím Ping Chau patřilo: Chau Mei (洲尾), Chau Tau (洲頭), Nai Tau (奶頭), Sha Tau (沙頭) a Tai Tong (大塘). Dále bylo na ostrově pět menších rodinných vesnic: Chan Uk (陳屋), Lam Uk (林屋), Lei Uk (李屋), Tsau Uk (鄒屋) a Tsoi Uk (蔡屋).
V 50. letech 20. století žilo v deseti vesnicích na ostrově přibližně 1 500 lidí. V té době se hospodářství ostrova zhoršilo v důsledku nadměrného lovu ryb a ukončení obchodu s pevninou v důsledku Korejské války. Na ostrově se v té době nacházely dvě školy: Kwan Ying (群英學校) ve vesnici Tai Tongu a škola Wai Sun (維新學校) ve vesnici Chau Tau. Během kulturní revoluce (1966-1976) přerušily politické nepokoje obchod s pevninou a většina vesničanů se odstěhovala, na počátku 70. let 20. století zůstalo na ostrově pouze pár starších lidí. V roce 2013 měl ostrov Tung Chau podle okresního úřadu 8 obyvatel.